# Danska cupen
Danska cupen (Danska: DBU Pokalen, Pokalturneringen) är den officiella fotbollscupen i Danmark, styrs av Danska fotbollsförbundet. Cupen har spelats sedan säsongen 1954/1955 och finalen spelas oftast på Kristi himmelfärdsdag. Vinnaren kommer att kvalificera sig för Uefa Europa League följande år, där de kommer in i den 1:a kvalificeringsrundan.

## Tidigare namn
- 1990–1996 Giro Cup
- 1997–1999 Compaq Cup
- 2000–2004 DONG Cup
- 2008–2011 Ekstra Bladet Cup

## Vinnare

### Spelplatser och finalister
| Säsong                | Vinnare               | Resultat                   | Finalist              | Publik                | Spelplats             | Spelplats             |
| Säsong                | Vinnare               | Resultat                   | Finalist              | Publik                | Arena                 | Ort                   |
| Landspokalturneringen | Landspokalturneringen | Landspokalturneringen      | Landspokalturneringen | Landspokalturneringen | Landspokalturneringen | Landspokalturneringen |
| --------------------- | --------------------- | -------------------------- | --------------------- | --------------------- | --------------------- | --------------------- |
| 1954–55               | AGF                   | 4–0                        | Aalborg Chang         | 10 300                | Idrætsparken          | Köpenhamn             |
| 1955–56               | BK Frem               | 1–0                        | Akademisk BK          | 23 000                | Idrætsparken          | Köpenhamn             |
| 1956–57               | AGF                   | 2–0                        | Esbjerg fB            | 25 000                | Idrætsparken          | Köpenhamn             |
| 1957–58               | Vejle BK              | 3–2                        | Kjøbenhavns BK        | 28 600                | Idrætsparken          | Köpenhamn             |
| 1958–59               | Vejle BK              | 1–1 (e.fl)                 | AGF                   | 33 000                | Idrætsparken          | Köpenhamn             |
| 1958–59               | Vejle BK              | om.s: 1–0                  | AGF                   | 17 700                | Idrætsparken          | Köpenhamn             |
| 1959–60               | AGF                   | 2–0                        | Frem Sakskøbing       | 17 500                | Idrætsparken          | Köpenhamn             |
| 1960–61               | AGF                   | 2–0                        | Kjøbenhavns BK        | 33 500                | Idrætsparken          | Köpenhamn             |
| 1961–62               | B 1909                | 1–0                        | Esbjerg fB            | 18 000                | Idrætsparken          | Köpenhamn             |
| 1962–63               | B 1913                | 2–1                        | Køge BK               | 10 900                | Idrætsparken          | Köpenhamn             |
| 1963–64               | Esbjerg fB            | 2–1                        | Odense KFUM           | 24 500                | Idrætsparken          | Köpenhamn             |
| 1964–65               | AGF                   | 1–0                        | Kjøbenhavns BK        | 18 600                | Idrætsparken          | Köpenhamn             |
| 1965–66               | AaB                   | 3–1 (e.fl)                 | Kjøbenhavns BK        | 18 600                | Idrætsparken          | Köpenhamn             |
| 1966–67               | Randers Freja         | 1–0                        | AaB                   | 13 700                | Idrætsparken          | Köpenhamn             |
| 1967–68               | Randers Freja         | 3–1                        | Vejle BK              | 15 200                | Idrætsparken          | Köpenhamn             |
| 1968–69               | Kjøbenhavns BK        | 3–0                        | BK Frem               | 18 500                | Idrætsparken          | Köpenhamn             |
| 1969–70               | AaB                   | 2–1                        | Lyngby BK             | 18 200                | Idrætsparken          | Köpenhamn             |
| 1970–71               | B 1909                | 1–0                        | BK Frem               | 23 700                | Idrætsparken          | Köpenhamn             |
| 1971–72               | Vejle BK              | 2–0                        | Fremad Amager         | 20 200                | Idrætsparken          | Köpenhamn             |
| 1972–73               | Randers Freja         | 2–0                        | B 1901                | 21 800                | Idrætsparken          | Köpenhamn             |
| 1973–74               | Vanløse IF            | 5–2                        | Odense BK             | 20 000                | Idrætsparken          | Köpenhamn             |
| 1974–75               | Vejle BK              | 1–0                        | Holbæk B&I            | 26 300                | Idrætsparken          | Köpenhamn             |
| 1975–76               | Esbjerg fB            | 2–1                        | Holbæk B&I            | 23 500                | Idrætsparken          | Köpenhamn             |
| 1976–77               | Vejle BK              | 2–1                        | B 1909                | 13 100                | Idrætsparken          | Köpenhamn             |
| 1977–78               | BK Frem               | 1–1 (e.fl)                 | Esbjerg fB            | 12 700                | Idrætsparken          | Köpenhamn             |
| 1977–78               | BK Frem               | om.s: 1–1 (e.fl)           | Esbjerg fB            | 1800                  | Idrætsparken          | Köpenhamn             |
| 1977–78               | BK Frem               | om.s: 1–1 (e.fl) 5–4 e.str | Esbjerg fB            | 2300                  | Idrætsparken          | Köpenhamn             |
| 1978–79               | B 1903                | 1–0                        | Køge BK               | 9800                  | Idrætsparken          | Köpenhamn             |
| 1979–80               | Hvidovre IF           | 5–3                        | Lyngby BK             | 23 500                | Idrætsparken          | Köpenhamn             |
| 1980–81               | Vejle BK              | 2–1                        | BK Frem               | 17 500                | Idrætsparken          | Köpenhamn             |
| 1981–82               | B 93                  | 3–3 (e.fl)                 | B 1903                | 7600                  | Idrætsparken          | Köpenhamn             |
| 1981–82               | B 93                  | om.s: 1–0                  | B 1903                | 5300                  | Idrætsparken          | Köpenhamn             |
| 1982–83               | Odense BK             | 3–0                        | Boldklubben 1901      | 7700                  | Idrætsparken          | Köpenhamn             |
| 1983–84               | Lyngby BK             | 2–1                        | Kjøbenhavns BK        | 25 800                | Idrætsparken          | Köpenhamn             |
| 1984–85               | Lyngby BK             | 3–2                        | Esbjerg fB            | 9200                  | Idrætsparken          | Köpenhamn             |
| 1985–86               | B 1903                | 2–1                        | Ikast FS              | 5600                  | Idrætsparken          | Köpenhamn             |
| 1986–87               | AGF                   | 3–0                        | AaB                   | 6300                  | Idrætsparken          | Köpenhamn             |
| 1987–88               | AGF                   | 2–1 (e.fl)                 | Brøndby IF            | 20 000                | Idrætsparken          | Köpenhamn             |
| 1988–89               | Brøndby IF            | 6–3 (e.fl)                 | Ikast FS              | 11 600                | Idrætsparken          | Köpenhamn             |
| Giro Cup              |                       |                            |                       |                       |                       |                       |
| 1989–90               | Lyngby BK             | 0–0 (e.fl)                 | AGF                   | 8600                  | Idrætsparken          | Köpenhamn             |
| 1989–90               | Lyngby BK             | om.s: 6–1                  | AGF                   | 2200                  | Idrætsparken          | Köpenhamn             |
| 1990–91               | Odense BK             | 0–0 (e.fl)                 | AaB                   | 13 211                | Odense Stadion        | Odense                |
| 1990–91               | Odense BK             | om.s: 0–0 (e.fl) 4–3 e.str | AaB                   | 4555                  | Odense Stadion        | Odense                |
| 1991–92               | AGF                   | 3–0                        | B 1903                | 20 000                | Aarhus Idrætspark     | Århus                 |
| 1992–93               | Odense BK             | 2–0                        | AaB                   | 8322                  | Parken                | Köpenhamn             |
| 1993–94               | Brøndby IF            | 0–0 (e.fl) 3–1 e.str       | Næstved IF            | 26 300                | Parken                | Köpenhamn             |
| 1994–95               | FC Köpenhamn          | 5–0                        | AaB                   | 20 364                | Parken                | Köpenhamn             |
| 1995–96               | AGF                   | 2–0                        | Brøndby IF            | 36 103                | Parken                | Köpenhamn             |
| Compaq Cup            |                       |                            |                       |                       |                       |                       |
| 1996–97               | FC Köpenhamn          | 2–0                        | Ikast FS              | 17 368                | Parken                | Köpenhamn             |
| 1997–98               | Brøndby IF            | 4–1                        | FC Köpenhamn          | 41 044                | Parken                | Köpenhamn             |
| 1998–99               | Akademisk BK          | 2–1                        | AaB                   | 25 113                | Parken                | Köpenhamn             |
| DONG Cup              |                       |                            |                       |                       |                       |                       |
| 1999–2000             | Viborg FF             | 1–0                        | AaB                   | 18 098                | Parken                | Köpenhamn             |
| 2000–01               | Silkeborg IF          | 4–1                        | Akademisk BK          | 14 743                | Parken                | Köpenhamn             |
| 2001–02               | Odense BK             | 2–1                        | FC Köpenhamn          | 28 481                | Parken                | Köpenhamn             |
| 2002–03               | Brøndby IF            | 3–0                        | FC Midtjylland        | 32 660                | Parken                | Köpenhamn             |
| 2003–04               | FC Köpenhamn          | 1–0                        | AaB                   | 38 095                | Parken                | Köpenhamn             |
| Landspokalturneringen |                       |                            |                       |                       |                       |                       |
| 2004–05               | Brøndby IF            | 3–2 (e.fl)                 | FC Midtjylland        | 35 716                | Parken                | Köpenhamn             |
| 2005–06               | Randers FC            | 1–0 (e.fl)                 | Esbjerg fB            | 23 825                | Parken                | Köpenhamn             |
| 2006–07               | Odense BK             | 2–1                        | FC Köpenhamn          | 30 013                | Parken                | Köpenhamn             |
| 2007–08               | Brøndby IF            | 3–2                        | Esbjerg fB            | 33 154                | Parken                | Köpenhamn             |
| Ekstra Bladet Cup     |                       |                            |                       |                       |                       |                       |
| 2008–09               | FC Köpenhamn          | 1–0                        | AaB                   | 29 249                | Parken                | Köpenhamn             |
| 2009–10               | FC Nordsjælland       | 2–0 (e.fl)                 | FC Midtjylland        | 18 856                | Parken                | Köpenhamn             |
| 2010–11               | FC Nordsjælland       | 3–2                        | FC Midtjylland        | 14 646                | Parken                | Köpenhamn             |
| DBU Pokalen           |                       |                            |                       |                       |                       |                       |
| 2011–12               | FC Köpenhamn          | 1–0                        | AC Horsens            | 21 963                | Parken                | Köpenhamn             |
| 2012–13               | Esbjerg fB            | 1–0                        | Randers FC            | 26 194                | Parken                | Köpenhamn             |
| 2013–14               | AaB                   | 4–2                        | FC Köpenhamn          | 27 824                | Parken                | Köpenhamn             |
| 2014–15               | FC Köpenhamn          | 3–2 (e.fl)                 | FC Vestsjælland       | 24 095                | Parken                | Köpenhamn             |
| 2015–16               | FC Köpenhamn          | 2–1                        | AGF                   | 35 828                | Parken                | Köpenhamn             |
| 2016–17               | FC Köpenhamn          | 3–1                        | Brøndby IF            | 32 140                | Parken                | Köpenhamn             |
| 2017–18               | Brøndby IF            | 3–1                        | Silkeborg IF          | 31 027                | Parken                | Köpenhamn             |
| 2018–19               | FC Midtjylland        | 1–1 (e.fl) 4–3 e.str       | Brøndby IF            | 31 430                | Parken                | Köpenhamn             |

### Alla titlar
| Titlar | Lag                                                                                                |
| ------ | -------------------------------------------------------------------------------------------------- |
| 9      | Aarhus GF                                                                                          |
| 8      | FC Köpenhamn                                                                                       |
| 7      | Brøndby IF                                                                                         |
| 6      | Vejle BK                                                                                           |
| 5      | Odense BK                                                                                          |
| 3      | AaB, Esbjerg fB, Lyngby BK, Randers Freja/FC                                                       |
| 2      | B 1903, B 1909, BK Frem, FC Nordsjælland                                                           |
| 1      | AB, B 1913, B 93, Hvidovre IF, KB, Silkeborg IF, Vanløse IF, Viborg FF, Randers FC, FC Midtjylland |